# Мокшець (Мазовецьке воєводство)
Мокшець (пол. Mokrzec) — село в Польщі, у гміні Потворув Пшисуського повіту Мазовецького воєводства.
Населення — 351 особа (2011).
У 1975-1998 роках село належало до Радомського воєводства.

## Демографія
Демографічна структура станом на 31 березня 2011 року:
|          | Загалом | Допрацездатний вік | Працездатний вік | Постпрацездатний вік |
| -------- | ------- | ------------------ | ---------------- | -------------------- |
| Чоловіки | 178     | 51                 | 106              | 21                   |
| Жінки    | 173     | 48                 | 85               | 40                   |
| Разом    | 351     | 99                 | 191              | 61                   |